# Wu di Shan Bao Mei
Wu di Shan Bao Mei (caratteri cinesi: 無敵珊寶妹; titolo internazionale: Invicible Shan Bao Mei), conosciuto anche come I Love Shan Bao Mei (我愛珊寶妹) o Woody Sambo, è una commedia romantica taiwanese i cui protagonisti sono Nicholas Teo ed Amber Kuo. È stato trasmesso per la prima volta il 24 agosto 2008. Il picco di ascolti è stato del 10.57, mentre gli indici di ascolto del primo episodio sono stati del 7.25.

## Trama
Sun Wu Di (Nicholas Teo) e suo padre furono rapiti quando Wu Di (il cui nome vuol dire invincibile) era solo un bambino. Diventato adulto, è molto difficile per lui fidarsi delle persone che lo circondano, fatta eccezione per la sua fidanzata Zu An (Hong Xiao Ling). Egli ha un'altissima opinione di sé, mentre si cura poco degli altri. Conduce una vita dissipata, senza preoccupazioni e senza pensieri, credendo che l'unica persona in cui può avere fiducia è se stesso. Il suo mondo viene ribaltato totalmente quando incontra una ragazza che si chiama Hu Shan Bao (Amber Kuo).

## Cast
- Nicholas Teo: Sun Wu Di (孫無敵)
- Amber Kuo: Hu Shan Bao (胡珊寶)
- Roy Chiu: Zhang Wei Qing (張唯青)
- Hong Xiao Ling: Ji Zu An (紀祖安) (fidanzata di Sun Wu Di)
- Wang Yi Fei (黃一飛): Hu Guang (胡廣) (padre di Shan Bao)
- Liang He Qun (梁赫群): Hu Da Dao (胡大刀) (fratello di Shan Bao)
- George Zhang (張兆志): Xiao Sa Ge (瀟灑哥)
- Zhong Xin Ling: Chi Xin Jie (癡心姐)
- Guan Yong (關勇): Ji Da Wei (紀大偉)
- Tony Fish (余炳賢): A Xiang (阿牆)
- Chen Han Dian (陳漢典): Kai Wen (凱文)
- Zhao Zheng Ping (趙正平): Rapitore
- Lin Zhi Yan (林智賢): Rapitore
- Ethan Ruan: Ji Cun Xi (紀存希) (episodi 1 e 2)
- Chen Qiao En: Chen Xin Yi (陳欣怡) (episodio 2)
- Na Wei Xun: Anson (episodio 1)
- Jessica Song (宋新妮): Chen Qing Xia (陳青霞) (episodio 1)

## Produzione
Dopo il successo di Ming zhong zhu ding wo ai ni, Wu di Shan Bao Mei fu lanciato come suo successore. Durante le loro apparizioni da ospiti, Chen Qiao En ed Ethan Ruan hanno ripreso i ruoli che avevano in Ming zhong zhu ding wo ai ni, rispettivamente come Chen Xin Yi e Ji Cun Xi. Altri attori comparso in entrambe le serie sono Na Wei Xun nel ruolo di Anson e Jessica Song nel ruolo di Chen Qing Xia, sorella di Chen Xin Yi.

## Indici di ascolto degli episodi
| Trasmissione | Episodio     | Su scala nazionale | Grado | Picco di ascolti |
| 24-08-2008   | 1            | 7.25               | 2     | 10.57            |
| 31-08-2008   | 2            | 4.81               | 1     | 5.37             |
| 07-09-2008   | 3            | 3.69               | 1     | 4.88             |
| 14-09-2008   | 4            | 3.53               | 1     |                  |
| 21-09-2008   | 5            | 2.95               | 1     |                  |
| 28-09-2008   | 6            | 3.96               | 1     |                  |
| 05-10-2008   | 7            | 3.08               | 1     |                  |
| 12-10-2008   | 8            | 2.87               | 1     |                  |
| 19-10-2008   | 9            | 2.84               | 1     |                  |
| 26-10-2008   | 10           | 2.52               | 2     | 3.02             |
| 02-11-2008   | 11           | 2.72               | 1     | 3.42             |
| 09-11-2008   | 12           | 2.93               | 1     | 3.61             |
| 16-11-2008   | 13           | 2.72               | 2     | 4.13             |
| 23-11-2008   | 14           | 2.39               | 1     |                  |
| 30-11-2008   | 15           | 2.20               | 2     |                  |
| 07-12-2008   | 16           | 2.22               | 2     |                  |
| 14-12-2008   | 17           | 2.33               | 1     |                  |
| 21-12-2008   | 18           | 2.64               | 1     |                  |
| 29-12-2008   | 19           | 3.48               | 1     | 4.52             |
| Indice medio | Indice medio | 3.22               | 1     |                  |